# Fackverksbalk

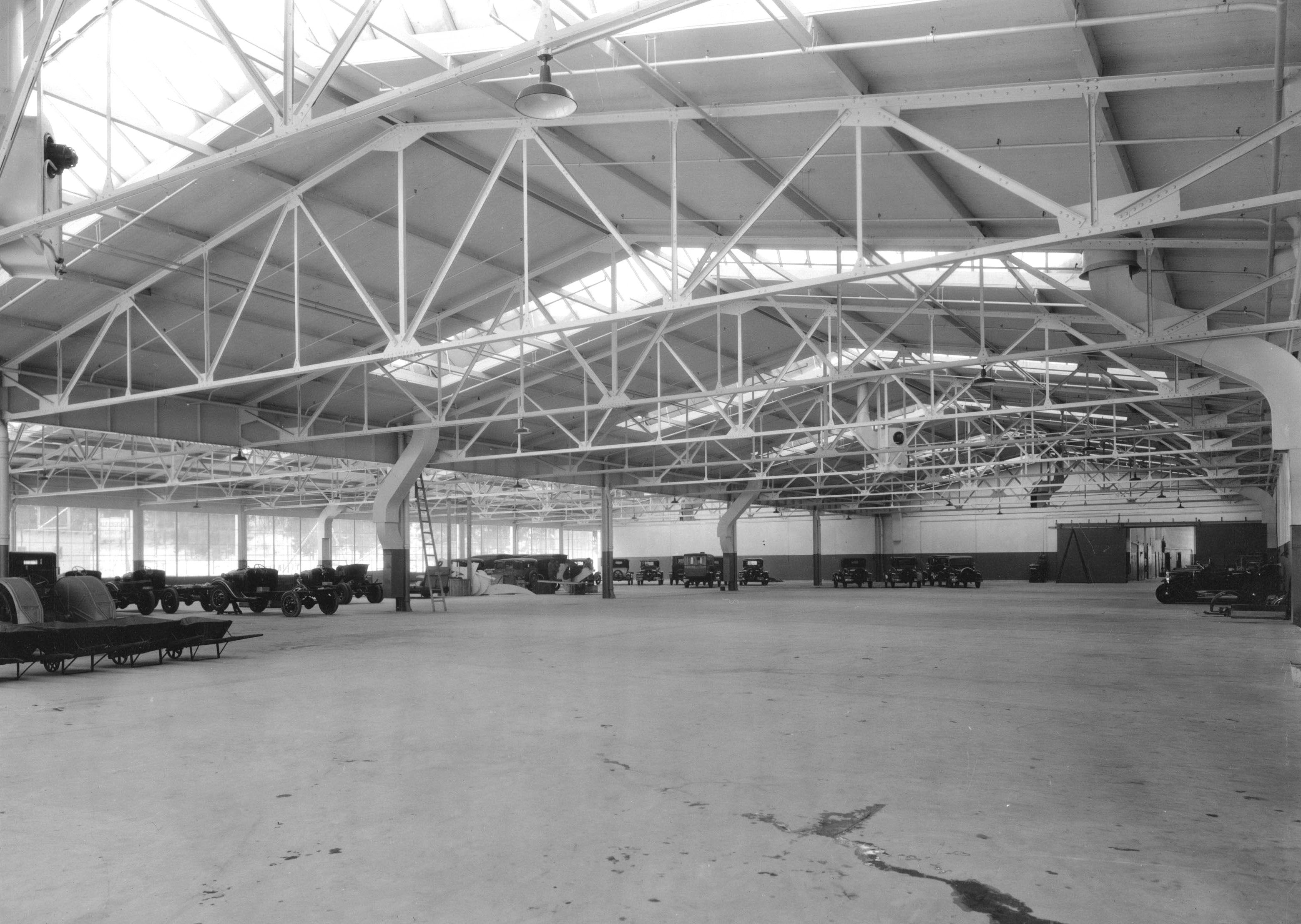
Stålfackverk i Fordhuset, Stockholm.

Fackverksbalk är en balk som är byggd med ett fackverk. Fackverket inuti balken utgör dess bärande egenskaper.